# Alto Tribunal (Irlanda)
O Alto Tribunal (em irlandês: An Ard-Chúirt) da Irlanda é um tribunal de primeira instância, que resolve os mais graves e importantes casos civis e criminais, e também atua como um Tribunal de Recurso para os processos cíveis em Tribunais de Círculo. Também tem o poder de determinar se é ou não um direito constitucional, e sobre actos judiciais do Governo e outros organismos públicos.